# Sulfafurazole
Sulfafurazole (INN, còn được gọi sulfisoxazole) là một chất kháng khuẩn sulfonamid với một nhóm thế dimethyl- isoxazole. Nó có hoạt tính kháng sinh chống lại một loạt các sinh vật gram âm và gram dương. Nó đôi khi được dùng kết hợp với erythromycin (xem erythromycin / Sulfafurazole) hoặc phenazopyridine. Nó được sử dụng cục bộ trong dung dịch 4% hoặc thuốc mỡ.